# L'azzurro del cielo
L'azzurro del cielo è un romanzo di Georges Bataille scritto nel 1935, ma pubblicato solo nel 1957.

## Trama
È il racconto di qualche mese della vita d'eccessi di Henri Troppmann (una sorta di alter ego dell'autore) a Londra, Parigi, Barcellona (durante la guerra civile spagnola) e Treviri in compagnia delle amiche Dirty, Lazare e Xénie, preso dall'ozio nevrotico e dal disgusto per un mondo che si appresta a lanciarsi nel baratro della guerra. Attraverso sbronze, deliri, notti in bianco e riti strani vicini alla necrofilia, il protagonista è alla ricerca nel torbido di una forma di purezza.

## Curiosità
Il regista francese Jean-Luc Godard ne legge un passo nel film Éloge de l'amour (2001).

Nel 1991, a Lo spettacolo in confidenza di Vieri Razzini su RaiTre, il regista Marco Ferreri raccontò di aver proposto al produttore Carlo Ponti un suo personale adattamento cinematografico di un romanzo di Bataille (anche se non si ricordava se fosse L'azzurro del cielo o Storia dell'occhio), con protagonisti la moglie di Ponti, Sophia Loren, e Marcello Mastroianni. Data la scabrosità di alcune scene, il progetto non ebbe séguito.
"E lui [Carlo Ponti] m'ha detto, seriamente: 'Gliene parlerò [a Sophia Loren]. Come idea è molto forte, ma gliene parlerò'. Ed è finita lì."

## Edizioni italiane
- Georges Bataille, L'azzurro del cielo, trad. di Oreste Del Buono, Silva, Milano 1962
- Georges Bataille, L'azzurro del cielo, trad. di Oreste del Buono, prefazione di Jacques Réda, nota bibliografica di Guido Neri, Einaudi, Torino 1969